# خنفساء كاباتيكي
خنفساء كاباتيكي هي نوع من الخنافس طويلة القرن تنتمي إلى جنس كليتوس [الإنجليزية]، وهي نوع متوطّن في سوريا، أي أنها ليست معروفةً من أي بلدٍ آخر بالعالم. وصف الخنفساء الأحيائي جيانفرانسو ساما في سنة 1997، بالاعتماد على أنثيين كان قد جمعهما بيتر كاباتيك ومارتن يوهانيدس من جبال الساحل في شمال غرب سوريا، حيث المنطقة الوحيدة التي يعرف منها النوع حتى الآن. يبلغ متوسّط طول الخنفساء البالغة 13 إلى 15 سنتيمتراً، وتعيش لنحو سنتين، حيث تعيش يرقاتها في جذوع الأشجار، وهي تبلغ بين شهري أيار وحزيران (مايو ويونيو)، والنباتات التي تؤويها هي أشجار السنديان.